# Комменсализм
Комменсали́зм (от лат. com — «с», «вместе» и mensa — «стол», «трапеза»; буквально «у стола», «за одним столом»; ранее — сотрапезничество) — способ совместного существования (симбиоза) двух разных видов живых организмов, при котором один из партнёров этой системы (комменсал) возлагает на другого (хозяина) регуляцию своих отношений с внешней средой, но не вступает с ним в тесные взаимоотношения. При этом популяция комменсалов извлекает пользу от взаимоотношения, а популяция хозяев не получает ни пользы, ни вреда (например, лишайник и дерево), то есть метаболические взаимодействия и антагонизм между такими партнёрами чаще всего отсутствуют. Комменсализм — как бы переходная форма от нейтрализма к мутуализму.

## Классификация
В зависимости от характера взаимоотношений видов-комменсалов выделяют следующие формы:
- Паройкия — один организм использует другого (его самого либо его жилище: раковину, гнездо и т. п.) в качестве убежища; складывается между животными, обладающими средствами защиты и незащищёнными (например, некоторые окунеобразные прячутся между щупальцами крупных актиний, а те питаются остатками пищи рыб).
- Синойкия (квартирантство) — один организм (комменсал) использует другого (его самого либо его жилище) в качестве жилища.
- Энтойкия — одни животные поселяются внутри полостей других, имеющих сообщение с внешней средой, например, рыбки Carapus обитают в клоаке голотурий, но питаются во внешней среде[3].
- Эпибиоз — одни организмы живут на поверхности других (например, усоногие рачки на горбатых китах, непаразитические эпифиты на других растениях).
- Эпиойкия (эпойкия, нахлебничество) — один организм (комменсал) прикрепляется к организму другого вида или живёт возле него, используя остатки пищи хозяина (например, рыба-прилипала плавником-присоской прикрепляется к коже акул и других крупных рыб, передвигаясь с их помощью и питаясь остатками их трапезы), водоросли, живущие в шерсти ленивца. Эпиойкия является одним из путей перехода к паразитизму[4].
- Инквилинизм — одно животное (инквилин), проникая в чужое жилище, уничтожает его хозяина, после чего использует жилище в своих целях. Тесно связан с синойкией. Изначально инквилинизм выделялся как подвид комменсализма, хотя он очень близок к хищничеству и паразитизму.
- Зоохория — распространение диаспор при помощи животных.
- Форезия — расселение организма при помощи его переноса другим (например, мелкие клещи нескольких семейств, личинки жуков Cryptophagidae, Meloidae, Rhipiphoridae). Важный признак истинной форезии — отсутствие между форонтом и транспортным хозяином физиологической или биохимической зависимости[5].

## Примеры у растений
Примером комменсализма могут служить бобовые (например, клевер) и злаки, совместно произрастающие на почвах, бедных доступными соединениями азота, но богатых соединениями калия и фосфора. При этом если злак не подавляет бобовое, то оно в свою очередь обеспечивает его дополнительным количеством доступного азота. Но подобные взаимоотношения могут продолжаться только до тех пор, пока почва бедна азотом и злаки не могут сильно разрастаться. Если же в результате роста бобовых и активной работы азотфиксирующих клубеньковых бактерий в почве накапливается достаточное количество доступных для растений соединений азота, этот тип взаимоотношений сменяется конкуренцией. Результатом её, как правило, является полное или частичное вытеснение менее конкурентоспособных бобовых из фитоценоза.
Другой вариант комменсализма: односторонняя помощь растения-«няни» другому растению. Так, берёза или ольха могут быть няней для ели: они защищают молодые ели от прямых солнечных лучей, без чего на открытом месте ель вырасти не может, а также защищают всходы молодых ёлочек от выжимания их из почвы морозом. Такой тип взаимоотношений характерен лишь для молодых растений ели. Как правило, при достижении елью определённого возраста она начинает вести себя как очень сильный конкурент и подавляет своих нянь.
В таких же отношениях состоят кустарники из семейств Яснотковые и Астровые и южно-американские кактусы. Обладая особым типом фотосинтеза (САМ-метаболизм), который происходит днём при закрытых устьицах, молодые кактусы сильно перегреваются и страдают от прямого солнечного света. Поэтому они могут развиваться только в тени под защитой засухоустойчивых кустарников.
Растения эпифиты (от греч. «επι» — на, сверх, «φυτό» — растение) поселяются на деревьях. Например, на деревьях поселяются водоросли, лишайники, мхи, орхидеи — они питаются за счёт фотосинтеза и отмирающих тканей хозяина, но не их соками.

## Примеры у животных
- В норе сурка могут поселяться различные насекомые, жабы, ящерицы.
- В полости голотурии («морского огурца») находят убежище разнообразные мелкие виды животных.
- Распространение семян у растений (плоды и семена репейника на шерсти собак).
- Пресноводная рыба горчак откладывает икринки в мантийную полость беззубки (двустворчатый моллюск).
- Среди щупалец медузы цианеи прячутся мальки рыб пикши и трески.
- Рыба-прилипала на акуле.
- Волоклюи (птицы) на теле буйволов.